# Rustam Totrov
Rustam Stanislavovich Totrov (in russo Рустам Станиславович Тотров?; Vladikavkaz, 15 luglio 1984) è un lottatore russo, specializzato nella lotta greco-romana.

## Palmarès
- Giochi olimpici

Londra 2012: argento nei 96 kg.
- Mondiali

Istanbul 2011: bronzo nei 96 kg.